# William H. Macy
Pour les articles homonymes, voir Macy.
William H. Macy, né le 13 mars 1950 à Miami (Floride), est un acteur, scénariste, producteur et réalisateur américain.
Après s’être fait remarquer dans le thriller Le Client (1994) de Joel Schumacher, il se fera un nom dans les films d’auteur avec Fargo (1996) des frères Coen, Boogie Nights (1997) et Magnolia (1999) de Paul Thomas Anderson, Thank You for Smoking (2006) de Jason Reitman et La Défense Lincoln (2011) de Brad Furman
Par la suite il gagnera en visibilité avec les Blockbusters Jurassic Park 3 (2001) réalisé par Joe Johnston et produit par Steven Spielberg ainsi que La Planète des singes : Le Nouveau Royaume (2024) de Wes Ball
Il deviendra mondialement célèbre en interprétant, de 2011 à 2021, le rôle de Frank Gallagher, personnage principal de la série américaine à succès Shameless. Il est nommé à plusieurs prix cinématographiques grâce à ce rôle.

## Biographie
William Hall Macy Jr., né le 13 mars 1950 à Miami (Floride), s'oriente d'abord vers la médecine vétérinaire, et c'est lors de ses études au Bethany College (en) qu'il se découvre une passion pour le théâtre. Il s'inscrit alors à l'université Goddard, dans le Vermont.
En 1972, William, David Mamet et son compagnon d'écriture, Steven Schachter, s'installent à Chicago, où ils fondent le Théâtre St. Nicholas.

## Carrière
En 1980, il fait ses premiers pas au cinéma dans Quelque part dans le temps de Jeannot Szwarc.
En 2001, il joue le rôle de Paul Kirby, qui part à la recherche de son fils Eric Kirby sur l'île d'Isla Sorna, dans le film à succès Jurassic Park 3 de Joe Johnston, produit par Steven Spielberg.
De 2011 à 2021 il joue le personnage principal de la série Shameless.

### Vie privée
Au début de sa carrière, il se marie avec Carla Santos Shamberg, mais le couple divorce en 1985. Ils ont un fils : William H. Macy III.
Il est marié depuis 1997 avec Felicity Huffman qui interprète Lynette Scavo dans la série télévisée Desperate Housewives. Ils ont eu ensemble deux filles, prénommées Sophia et Georgia Grace.

## Filmographie

### Cinéma
- 1980 : Quelque part dans le temps (Somewhere in Time) de Jeannot Szwarc : un critique
- 1980 : Mister Gaffes (Foolin' Around) de Richard T. Heffron : Bronski
- 1983 : Avis de recherche (Without a Trace) de Stanley R. Jaffe : un journaliste
- 1985 : Le Dernier Dragon (The Last Dragon) de Michael Schultz : J. J.
- 1987 : Engrenages (House of Games) de David Mamet : le sergent Moran
- 1987 : Radio Days de Woody Allen : la voix de la radio
- 1988 : Parrain d'un jour (Things Change) de David Mamet : Billy Drake
- 1991 : Homicide de David Mamet : Tim Sullivan
- 1992 : Ombres et Brouillard (Shadows and Fog) de Woody Allen : un policier
- 1992 : Le Choix d'une mère (A Private Matter) de Joan Micklin Silver : le psychiatre
- 1993 : Les Mille et une vies d'Hector (Being Human) de Bill Forsyth : Boris
- 1993 : Benny and Joon de Jeremiah S. Chechik : Randy Burch
- 1993 : À la recherche de Bobby Fischer (Searching for Bobby Fischer) de Steven Zaillian : un père
- 1993 : Twenty Bucks de Keva Rosenfeld : l'homme d'entretien
- 1994 : Le Client (The Client) de Joel Schumacher : Dr Greenway
- 1994 : Oleanna de David Mamet : John
- 1994 : Mort annoncée (Dead on Sight) de Ruben Preuss : Steven Meeker
- 1995 : Professeur Holland (Mr. Holland's Opus) de Stephen Herek : le principal-adjoint Gene Wolters
- 1995 : Meurtre à Alcatraz (Murder in the First) de Marc Rocco : William McNeil
- 1995 : Evolver de Mark Rosman : Evolver (voix)
- 1996 : Touche pas à mon périscope (Down Periscope) : le commandant Carl Knox
- 1996 : Fargo de Joel et Ethan Coen : Jerry Lundegaard
- 1996 : Les Fantômes du passé (Ghosts of Mississippi) de Rob Reiner : Charlie Crisco
- 1996 : Hit Me de Steven Shainberg : Un policier
- 1997 : Air Force One de Wolfgang Petersen : Major Caldwell
- 1997 : Boogie Nights de Paul Thomas Anderson : Little Bill
- 1997 : Des hommes d'influence (Wag the Dog) de Barry Levinson : Charles Young, agent de la CIA
- 1997 : Colin Fitz de Robert Bella : M. O'Day
- 1998 : Pleasantville de Gary Ross : George Parker
- 1998 : Psycho de Gus Van Sant : Milton Arbogast
- 1998 : Préjudice (A Civil Action) de Steven Zaillian : James Gordon
- 1998 : La Légende de Brisby (The Secret of NIMH 2: Timmy to the Rescue) de Dick Sebast : Justin (voix)
- 1998 : Jerry et Tom (Jerry and Tom) de Saul Rubinek : Karl
- 1999 : Magnolia de Paul Thomas Anderson : Donnie Smith
- 1999 : Mystery Men de Kinka Usher : La Pelle / Edie
- 1999 : Happy, Texas de Mark Illsley : Shérif Chappy Dent
- 2000 : Panic d'Henry Bromell : Alex
- 2000 : Séquences et Conséquences (State and Main) de David Mamet : Walt Price
- 2001 : Jurassic Park 3 de Joe Johnston : Paul Kirby
- 2001 : Focus de Neal Slavin : Lawrence "Larry" Newman
- 2002 : Bienvenue à Collinwood (Welcome to Collinwood) d'Anthony et Joe Russo : Riley
- 2003 : Lady Chance (The Cooler) de Wayne Kramer : Bernie Lootz
- 2003 : Pur Sang, la légende de Seabiscuit (Seabiscuit) de Gary Ross : Tick Tock McGlaughlin
- 2003 : Stealing Sinatra de Ron Underwood : John Irwin
- 2004 : Spartan de David Mamet : Stoddard
- 2004 : U-Boat : Entre les mains de l'ennemi (In Enemy Hands) : Nathan Travers, Commandant en second de l'USS Swordfish
- 2004 : Cellular de David R. Ellis : Mooney
- 2005 : Sahara de Breck Eisner : l'amiral Jim Sandecker
- 2005 : Thank You for Smoking de Jason Reitman : le sénateur Finistirre
- 2005 : Edmond de Stuart Gordon : Edmond Burke
- 2006 : Bobby d'Emilio Estevez : Paul
- 2006 : Inland Empire de David Lynch : un conférencier
- 2006 : Everyone's Hero de Christopher Reeve, Colin Brady et Dan St. Pierre : Lefty Maginnis (voix)
- 2006 : Choose Your Own Adventure: The Abominable Snowman de Bob Doucette : Rudyard North (voix)
- 2007 : Bande de sauvages (Wild Hogs) de Walt Becker : Dudley Frank
- 2007 : He Was a Quiet Man de Frank Cappello : Gene Shelby
- 2008 : Le Deal (The Deal) de Steven Schachter : Charlie Berns
- 2008 : La Légende de Despereaux (The Tale of Despereaux) de Sam Fell et Robert Stevenhagen : Lester (voix)
- 2008 : Bart Got a Room de Brian Hecker : Ernie
- 2009 : Shorts de Robert Rodriguez : Dr Noseworthy
- 2009 : Un plan d'enfer (The Maiden Heist) de Peter Hewitt : Georges
- 2010 : Marmaduke de Tom Dey : Don Twombly
- 2010 : Dirty Girl d'Abe Sylvia : Ray
- 2011 : La Défense Lincoln (The Lincoln Lawyer) de Brad Furman : Frank Levin
- 2012 : The Sessions de Ben Lewin : Père Brendan
- 2012 : Ernest et Célestine de Stéphane Aubier, Vincent Patar et Benjamin Renner : Le dentiste (voix anglaise)
- 2013 : A Single Shot de David M. Rosenthal : Pitt
- 2013 : Le vent se lève (Kaze tachinu) d'Hayao Miyazaki : Satomi (voix anglaise)
- 2013 : Trust Me de Clark Gregg : Gary
- 2014 : Cake de Daniel Barnz : Leonard
- 2014 : Rudderless de lui-même : le gérant du bar
- 2014 : Two-Bit Waltz de Clara Mamet : Carl
- 2015 : Room de Lenny Abrahamson : Robert
- 2015 : Stealing Cars de Bradley Kaplan : Philip Wyatt
- 2015 : Walter d'Anna Mastro : Dr Corman
- 2015 : Dial a Prayer de Maggie Kiley : Bill
- 2016 : Blood Father de Jean-François Richet : Kirby Curtis
- 2017 : Krystal de lui-même : Dr Wyatt Ogburn
- 2017 : Escale à trois (The Layover) de lui-même : lui-même
- 2023 : Maybe I Do de Michael Jacobs : Sam
- 2024 : Ricky Stanicky de Peter Farrelly : M. Summerhayes
- 2024 : La Planète des singes : Le Nouveau Royaume (Kingdom of the Planet of the Apes) de Wes Ball : Trevathan
- 2025 : The Running Man d'Edgar Wright
- 2025 : On Fire de Sean McNamara : Jack Buck

### Télévision

#### Séries télévisées
- 1978 : The Awakening Land : Will Beagle
- 1982 : Another World : Frank Fish
- 1985 : Magnum (Magnum, P.I.) : Guss
- 1985 : Hometown : Loring Dixwell
- 1985 / 1987 - 1988 : Spenser : L'avocat / Efrem Connors
- 1986 : Aline et Cathy (Kate and Allie) : Carl
- 1987 : Equalizer (The Equalizer) : Dr Spaulding
- 1988 : Le Meurtre de Mary Phagan (The Murder of Mary Phagan) : Randy
- 1989 : Tattingers : Myron
- 1990 : ABC Afterschool Special : Le concierge
- 1990 / 1992 : New York, police Judiciaire (Law and Order) : John McCormack / Jack Powell
- 1993 : La Loi de Los Angeles (L.A. Law) : Bernard Ruskin
- 1993 : Bakersfield P.D. : Russell Karp
- 1994 - 1998 / 2009 : Urgences (ER) : Dr David Morgenstern
- 1994 : Directed By : Le médecin
- 1995 : Mystery Dance : Bob Wilson
- 1998 : Les Rois du Texas (King of the Hill) : Dr Rubin (voix)
- 1998 : Hercule (Hercules: The Legendary Journeys) : Jorgen Svenson / Sven Jorgenson (voix)
- 1998 : Superman, l'Ange de Metropolis (Superman) : Le réalisateur (voix)
- 1998 : The Lionhearts : Leo Lionheart (voix)
- 1999 : Frasier : Ralph (voix)
- 1999 : La Famille Delajungle (The Wild Thornberrys) : Skoot (voix)
- 1999 - 2000 : Sports Night : Sam Donovan
- 1999 - 2000 : Batman, la relève (Batman Beyond) : Aaron Herbst / Karros (voix)
- 2003 : Out of Order (en) : Steven
- 2006 : Rêves et Cauchemars (Nightmares and Dreamscapes: From the Stories of Stephen King) : Clyde Umney / Sam Landry / George Demmick
- 2006 : Les Simpson (The Simpsons) : Lui-même (voix)
- 2006 - 2007 : Georges le petit curieux (Curious George) : Le narrateur (voix)
- 2007 : The Unit : Commando d'élite (The Unit) : Le Président des États-Unis
- 2011 : Versailles : Bill
- 2011 - 2021 : Shameless : Frank Gallagher
- 2022 : The Dropout : Richard Fuisz
- 2023 : The Conners : Smitty Cusamano

#### Téléfilms
- 1983 : Mort suspecte (The Cradle Will Fall) de John Llewellyn Moxey : Ben Duffy
- 1984 : The Boy Who Loved Trolls d'Harvey S. Laidman : Socrate
- 1988 : Lip Service de lui-même : Le fermier
- 1992 : Le Moteur à eau (The Water Engine) de Steven Schachter : Charles Lang
- 1992 : Relation dangereuse (A Murderous Affair: The Carolyn Warmus Story) de Martin Davidson : Sean Hammel
- 1993 : The Heart of Justice de Bruno Barreto : Booth
- 1995 : L'ombre du mal (In the Shadow of Evil) de Daniel Sackheim : Dr Frank Teague
- 1995 : Chassé-croisé (Above Suspicion) de Steven Schachter : Schultz
- 1996 : Andersonville, le camp de la mort (Andersonville) de John Frankenheimer : Colonel Chandler
- 1996 : The Writing on the Wall de Peter Smith : Petrocelli
- 1998 : Belle arnaqueuse (The Con) de Steven Schachter : Bobby Sommerdinger
- 1999 : Un brin de meurtre (A Slight Case of Murder) de Steven Schachter : Terry Thorpe
- 1999 : The Night of the Headless Horseman de Shane Williams : Ichabod Crane (voix)
- 2002 : Une question de courage (Door to Door) de Steven Schachter : Bill Porter
- 2002 : Joyeux Muppet Show de Noël (It's a Very Merry Muppet Christmas Movie) de Kirk R. Thatcher : Glenn
- 2004 : Preuves d'innocence (Reversible Errors) : Arthur Raven
- 2004 : Le Bonnet de laine (The Wool Cap) de Steven Schachter : Charlie Gigot

### Scénariste
- 1991 : Génération Pub (Thirtysomething) (1 épisode)
- 1992 : Home Fires (1 épisode)
- 1995 : Chassé-croisé (Above Suspicion) de Steven Schachter (téléfilm)
- 1996 : Un homme de rêve (Every Woman's Dream) de Steven Schachter (téléfilm)
- 1998 : Belle arnaqueuse (The Con) de Steven Schachter (téléfilm)
- 1999 : Un brin de meurtre (A Slight Case of Murder) de Steven Schachter (téléfilm)
- 2002 : Une question de courage (Door to Door) de Steven Schachter (téléfilm)
- 2002 : Just a Walk in the Park de Steven Schachter (téléfilm)
- 2004 : Le Bonnet de laine (The Wool Cap) de Steven Schachter (téléfilm)
- 2008 : Le Deal (The Deal) de Steven Schachter
- 2012 : Shameless (1 épisode)
- 2014 : Rudderless

### Réalisateur
- 1988 : Lip Service (téléfilm)
- 2014 : Rudderless
- 2015 / 2018 - 2019 : Shameless (3 épisodes)
- 2017 : Escale à trois (The Layover)
- 2017 : Krystal

### Producteur exécutif
- 2004 : Le Bonnet de laine (The Wool Cap) de Steven Schachter (producteur)
- 2005 : Transamerica de Duncan Tucker
- 2006 : Choose Your Own Adventure: The Abominable Snowman de Bob Doucette
- 2014 : Rudderless de lui-même

## Distinctions
Il obtient son étoile sur la célèbre Walk of Fame à Los Angeles le 8 mars 2012

### Récompenses
- Screen Actors Guild Awards 2015 : Meilleur acteur dans une série comique pour Shameless
- Screen Actors Guild Awards 2018 : Meilleur acteur dans une série comique pour Shameless

### Nomination
- 1997 : Oscar du meilleur acteur dans un second rôle pour Fargo

## Voix françaises
En France, Jacques Bouanich, Yves Beneyton et Frédéric Darié sont les voix françaises les plus régulières de William H. Macy, l'ayant doublé respectivement à dix, sept et cinq reprises. Philippe Bellay et Jean-Claude Donda l'ont également doublé deux fois chacun.
Au Québec, il est aussi doublé par différents comédiens. Les plus fréquents sont Hubert Gagnon à huit reprises, Benoît Rousseau à six et Jacques Lavallée à quatre.
Julien Kramer le double dans la série Shameless.